# ناتسو کوندو
معاون دریاسالار ناتسوه کوندو (به ژاپنی:近藤 奈津枝، کوندو ناتسوه، زادهٔ ۱۳ ژانویهٔ ۱۹۶۶) یک افسر نیروی دریایی ژاپنی است.

## زندگی‌نامه
کوندو در ۱۳ ژانویه ۱۹۶۶ به دنیا آمد و در سال ۱۹۸۹ پس از فارغ‌التحصیلی از دانشگاه یاماگوچی به نیروی دفاع شخصی دریایی ژاپن (JMSDF) پیوست. در آوریل ۲۰۱۱، او رئیس اداره انبارداری کشتی‌ها در نیروی دریانوردی دفاع‌ازخود ژاپن شد. در اوت ۲۰۱۲، او رئیس بخش پرداخت در دفتر کارکنان دریایی (MSO) شد و سپس در آوریل سال بعد معاون رئیس مالی در MSO شد. پس از آن از دسامبر ۲۰۱۳ کوندو به عنوان مدیر حساب‌رسی در ساسه‌بو، ناگاساکی خدمت کرد. او همچنین از سپتامبر ۲۰۱۵ مدیر امور رفاهی در MSO بود.
در دسامبر ۲۰۱۶، او به درجه دریابانی ارتقا یافت و به عنوان مدیر کل تدارکات در بخش دفتر ریاست ستاد مشترک نیروهای دفاع شخصی ژاپن مشغول به خدمت شد. کوندو با این انتصاب، اولین دریاسالار زن در این بخش از ارتش ژاپن محسوب می‌شد.
در دسامبر ۲۰۲۳ او به درجه معاون دریاسالار ارتقا یافت و به عنوان فرمانده ناحیه اومیناتو منصوب شد و اولین معاون زن دریاسالار در بخش خود نیز لقب گرفت.

## حرفه
او که در شهر ایواکونی، استان یاماگوچی به دنیا آمده بود در مارس ۱۹۸۸ از دانشگاه یاماگوچی فارغ التحصیل شد و معلم موقت یک دبیرستان به عنوان مدرس زبان ژاپنی شد.

پس از دیدن یک آگهی که در آن اعلام شده بود که پرسنل نیروهای دفاع شخصی را در تالار شهر جذب می‌کنند، تصمیم گرفت افسر نیروهای دفاع شخصی شود و در مارس ۱۹۸۹ به نیروی دریانوردی ژاپن پیوست.وی در مورد احساسات خود در هنگام عضویت در نیروهای دفاع شخصی گفت:
اگرچه من معلم موقت بودم، اما در ذات خود احساس می‌کردم کارمند تمام وقت نیروی دفاع شخصی دریایی ژاپن بودم، بنابراین واقعاً احساس می‌کردم که باید شغل خود را تغییر دهم.
اگرچه او می‌خواست که در کشتی کار کند، اما در آن زمان هیچ محیط مناسبی برای کار زنان در کشتی وجود نداشت، به همین دلیل به کار حسابداری و عرضه در بخش اداری نیروی دریایی پرداخت.

در دسامبر ۲۰۱۶ ، او اولین زن در تاریخ نیروی دفاع شخصی دریایی ژاپن بدون احتساب افسران پزشکی، شد که به درجه دستیار دریاسالار که معادل سرلشکر بود، می‌رسید.علاوه بر این، او اولین زنی بود که سمت رئیس ستاد نیروی دفاع شخصی دریایی (رئیس ستاد بازرسی منطقه‌ای اومیناتو) را بر عهده گرفت و به عنوان مدیر آموزش سطح چهارم نیروی دریایی دفاع شخصی خدمت کرد.
ترفیع کندو به مقام دریاسالاری نیز برای اولین بار بود که برای یک زن در نیروی دریایی ژاپن اتفاق می‌افتاد.

## گاه‌شمار خدمت در ارتش
- مارس ۱۹۸۸: فارغ‌التحصیل از گروه زبان و ادبیات، دانشکده علوم انسانی، دانشگاه یاماگوچی
- مارس ۱۹۸۹: به نیروی دفاع شخصی دریایی پیوست
- ۱ ژانویه ۲۰۱۰: ارتقاء به درجه کاپیتان یکم
- ۱ آوریل ۲۰۱۱: مدیر مدیریت انبار کشتی‌های نیروی دریایی دفاع شخصی شد
- ۱ اوت ۲۰۱۲: رئیس بخش حسابداری، اداره امور عمومی و دفتر کارکنان دریانوردی شد
- سال ۲۰۱۳
  - ۱ آوریل: هماهنگ‌کننده حسابداری، رئیس بخش حسابداری، اداره امور عمومی و رئیس دفتر ستاد دریایی شد
  - ۲۴ دسامبر: مدیر حسابداری بخش حسابرسی منطقه ای ساسبو شد
- ۱ سپتامبر ۲۰۱۵: مدیر بخش رفاهی، اداره آموزش پرسنل و اداره کارکنان دریایی شد
- ۲۲ دسامبر ۲۰۱۶: ارتقاء به دستیاری دریاسالار و افسر ارشد تدارکات در دفتر ستاد مشترک شد
- ۲۰ دسامبر ۲۰۱۸: رئیس ستاد اداره کل بازرسی منطقه‌ای اومیناتو شد
- ۲۲ دسامبر ۲۰۲۰: افسر ارشد تدارکات تجهیزات آژانس تجهیزات دفاعی شد
- ۲۲ دسامبر ۲۰۲۱: مدیر علوم و فناوری واحد چهارم نیروی دریایی دفاع شخصی شد
- ۲۳ دسامبر ۲۰۲۲: مدیر مدرسه کاندیدای افسران نیروی دفاع شخصی دریایی ارتش شد
- ۲۲ دسامبر ۲۰۲۳: به درجه دریاسالار ارتقا یافت و به عنوان فرمانده واحد ۵۱ فرماندهی کل ناحیه اومیناتو منصوب شد